# Vol 11 d'American Airlines

Camí seguit pel vol AAL11 des de Boston fins a Nova York

El vol 11 d'American Airlines fou un vol de passatgers que fou segrestat per cinc membres d'al-Qaeda l'11 de setembre de 2001, com a part dels atemptats de l'11 de setembre. Els segrestadors estavellaren l'avió de forma deliberada a la torre nord de les Torres Bessones de la ciutat de Nova York, matant els 92 passatgers a bord del vol i un nombre desconegut de persones a la zona d'impacte de l'edifici. L'avió involucrat, un Boeing 767-223ER, efectuava el seu vol diari d'American Airlines des de l'Aeroport Internacional Logan (Boston) a l'Aeroport Internacional de Los Angeles.
Quinze minuts després de l'enlairament els segrestadors feriren almenys tres persones (possiblement matant-ne una), irromperen la cabina per la força i prengueren el control de l'aearonau al pilot i al copilot. Mohamed Atta, membre d'al-Qaeda i pilot comercial llicenciat, s'encarregà de pilotar l'avió. Els controladors aeris s'adonaren que el vol estava en perill quan la tripulació deixà de contestar. Tot seguit conegueren la situació del vol quan Atta erròniament transmeté un comunicat pels passatgers a la torre de control. Les auxiliars de vol Amy Sweeney i Betty Ong contactaren amb American Airlines i donaren informació sobre els segrestadors i els danys soferts pels passatgers i la tripulació.
L'avió xocà contra la torre nord de les Torres Bessones a les 08:46:40, hora local (UTC−5). Una infinitat de gent als carrers de Nova York presencià els fets, encara que se'n gravaren pocs vídeos. La gravadora de documentals Jules Naudet enregistrà les úniques imatges conegudes de l'impacte inicial des del principi fins al final. Abans que el segrest fos confirmat, les agències de notícies començaren a informar sobre l'incident i especularen que la col·lisió havia estat accidental. L'impacte i el foc que en va derivà provocaren el col·lapse de la torre nord 102 minuts després del xoc, resultant en centenars de conseqüències addicionals. Durant els esforços de recuperació al World Trade Center site els treballadors recuperaren i identificaren dotzenes de restes de les víctimes del vol 11, però molts fragments dels cossos no es pogueren identificar.

## Vol
L'aeronau del vol 11 d'American Airlines era un Boeing 767-223ER entregat el 1987, amb número de matrícula N334AA. La capacitat de l'avió era de 158 passatgers; el vol de l'11 de setembre transportava 81 passatgers i 11 membres de la tripulació. Així doncs, només un 58,2% de la capacitat total del vol estava ocupada, tot i que bastant més elevada que la mitjana percentual dels dimarts anteriors a l'11 de setembre (d'un 39%). Els 11 membres de la tripulació eren el pilot John Ogonowski, el copilot Thomas McGuinness i les auxiliars de vol Barbara Arestegui, Jeffrey Collman, Sara Low, Karen Martin, Kathleen Nicosia, Betty Ong, Jean Roger, Dianne Snyder i Amy Sweeney
Totes 92 persones a bord moriren, entre les quals David Angell (creador i productor executiu de la comèdia de situació Frasier), la seva esposa Lynn Angell i l'actriu Berry Berenson, la vídua d'Anthony Perkins. Seth MacFarlane, el creador de Family Guy, també havia d'agafar aquest vol però va arribar tard a l'aeroport. L'actor Mark Wahlberg també feia comptes agafar-lo però va cancel·lar el seu bitllet a l'últim minut. De la mateixa manera, l'actriu Leighanne Littrell, l'esposa de Brian Littrell (el cantant dels Backstreet Boys), també havia reservat plaça pel vol però canvià els seus plans al darrer moment.